# Tadeusz Obmiński
Tadeusz Antoni Obmiński (ur. 16 kwietnia 1874 we Lwowie, zm. 18 lipca 1932 tamże) – polski architekt, rektor Politechniki Lwowskiej, profesor.

## Życiorys

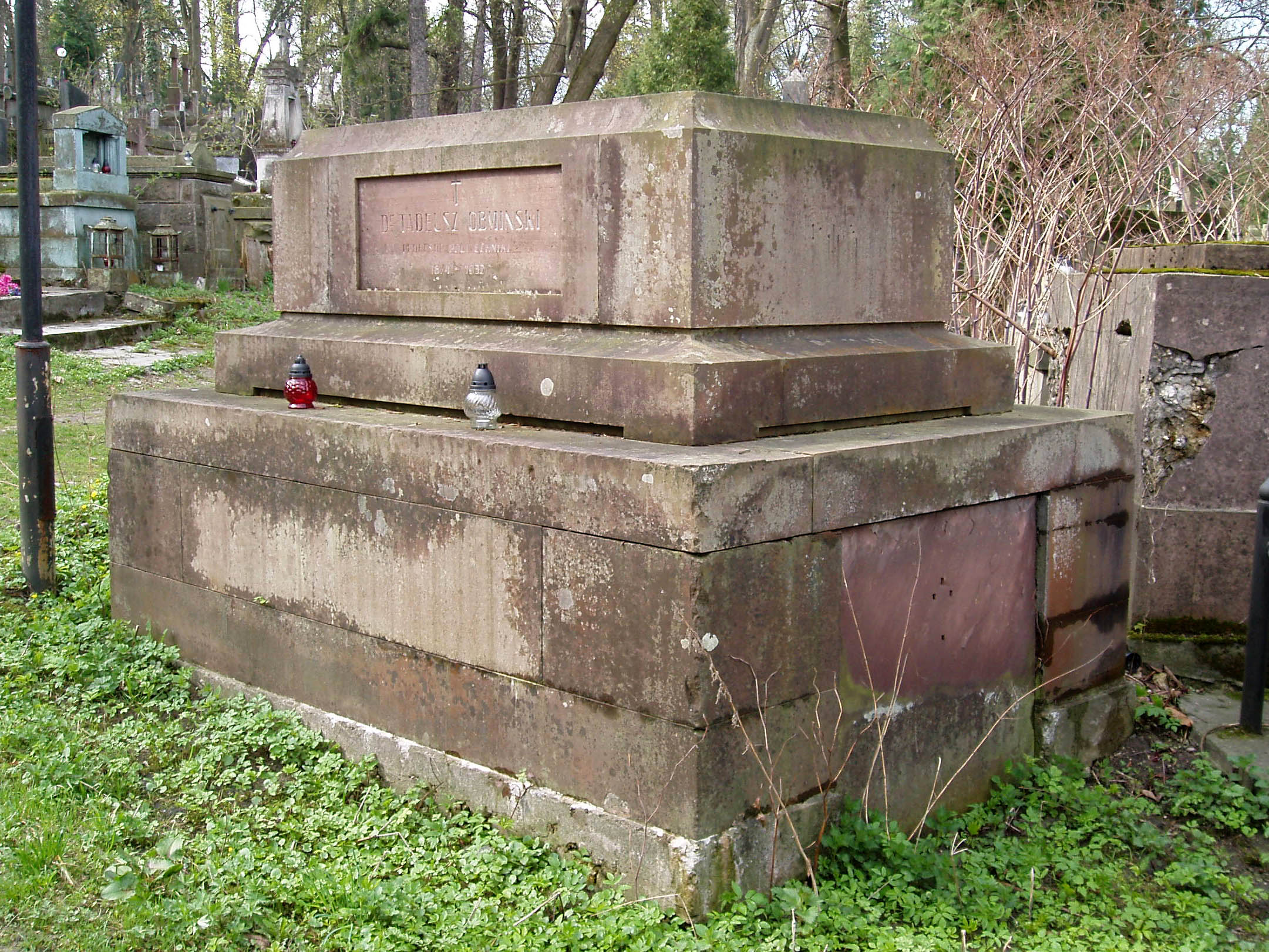
Grób Tadeusza Obmińskiego na cmentarzu Łyczakowskim

W 1892 ukończył VII klasę w C.K. Wyższej Szkole Realnej we Lwowie i wstąpił na Wydział Architektury Politechniki Lwowskiej, który ukończył dyplomem obronionym (ocena: znakomicie uzdolniony) w dniu 9 lipca 1898. W latach 1900–1901 odbył dodatkową specjalizację w Charlottenburgu. W latach 1897–1905 był asystentem w katedrze konstrukcji budowlanych, w latach 1906–1908 konstruktorem w katedrze budownictwa lądowego. W 1908 obronił doktorat (Geneza budownictwa drewnianego w Polsce), w 1909 był docentem płatnym rysunku technicznego i budownictwa drewnianego. W październiku 1910 został profesorem zwyczajnym i kierownikiem katedry budownictwa ogólnego. W latach 1926–1931 prowadził także wykłady o materiałach budowlanych, kosztorysach i prowadzeniu budowy.
W latach 1912/13 był dziekanem Wydziału Lądowo-Wodnego, w 1915/16 i 1920/21 Wydziału Architektonicznego, zaś w roku akademickim 1916/17 rektorem Politechniki Lwowskiej.
Według jego projektów zostały zbudowane:
- kościoły we Lwowie: Kościół Matki Boskiej Ostrobramskiej, na Łyczakowie,
- kościoły w Galicji i Małopolsce Wschodniej: m.in. w Stanisławowie, Jaremczach, Krynicy,
- gmach Akademii Handlu Zagranicznego we Lwowie / Izby Handlowej,
- Biblioteka Politechniki Lwowskiej
- kilka wybitnych budynków secesyjnych we Lwowie,
- wille w stylu zakopiańskim,
- budynki instytucji ukraińskich we Lwowie (hotel Narodna Hostynnycia i gmach Towarzystwa Ubezpieczeniowego Dnister),
- projekt mensy ołtarzowej w kościele św. Marii Magdaleny,
- projekt prac związanych z osuszaniem katedry łacińskiej,
- osiedle mieszkaniowe (robotniczych, urzędniczych, oficerskich) w Chełmie, Lwowie, Warszawie, Radomiu, Nowej Wilejce, Przemyślu,
- budynki na lotnisku wojskowym w Skniłowie,
- kolonia oficerska na Górze Kamiennej w Przemyślu,
- domy mieszkalne w fabryce lokomotyw w Warszawie,
- budynki cukrownik w Chodorowie,
- klinika neurologiczna przy ul. Pijarów we Lwowie,

Był utalentowanym i wszechstronnym architektem, posiadał patent na obrotowy hangar lotniczy. Pełniąc funkcję konsulenta gminy Lwowa działał przy ustaleniu planu rekonstrukcji Kamienicy Królewskiej oraz przy opracowaniu herbu Lwowa.
Pełnił mandat radnego miasta Lwowa. Był zastępcą komisarza rządowego Lwowa, Ottona Nadolskiego od 1928 do 1930.
3 maja 1928 został odznaczony Krzyżem Komandorskim Orderu Odrodzenia Polski.
18 lipca 1932 zmarł na atak serca. Spoczywa na cmentarzu Łyczakowskim, przy północnej alei, na polu nr 60.